# Ladislav Jirků
Ladislav Jirků (4. června 1946 Jihlava – 16. srpna 2020) byl český politik a vysokoškolský učitel, rektor Vysoké školy polytechnické Jihlava (VŠPJ), člen TOP 09 a v letech 2010 až 2013 poslanec Poslanecké sněmovny Parlamentu České republiky za Kraj Vysočina.

## Biografie

### Vzdělání a předlistopadové období
Vystudoval Střední průmyslovou školu stavební a ve studiích pokračoval na FTVS UK v Praze v oboru pedagogika, tělesná výchova – čeština. Absolvoval v roce 1970. Doktorát (PaedDr.) získal v roce 1982 na VÚT FTVS UK Praha
První zaměstnání získal v Obchodní akademii v Jihlavě, kde v letech 1972–1978 vyučoval. V roce 1978 odešel do Prahy, kde až do roku 1991 pracoval jako odborný pracovník ve Výzkumném ústavu tělovýchovném Fakulty tělesné výchovy a sportu UK Praha.

### Profesní kariéra
V letech 1991–1996 byl ředitelem Obchodní akademie Jihlava. Od roku 1994, kdy byla založená Vyšší odborná škola v Jihlavě, je tamějším ředitelem. Na základě VOŠ vznikla v roce 2004 nová veřejná Vysoká škola polytechnická Jihlava (VŠPJ) a on byl pověřen jejím řízením. Od roku 2006 do roku 2010 byl jejím rektorem.

### Akademické funkce
V letech 1985–1986 zastával funkci vedoucího laboratoře modelování tréninku na VUT FTVS UK Praha. Od roku 2004 byl pověřen výkonem působnosti orgánů VŠPJ.

### Odborná činnost
V letech 1978–1991 publikoval a odborně působil na VUT FTVS UK v oblasti automatizovaného zpracování dat a modelování sportovního tréninku. Od roku 1994 působil jako spoluřešitel projektů Kvalita v terciárním vzdělávání, Modulární a kreditní systémy v rámci programů Phare, Phare-Delta.

### Politické působení
V krajských volbách v roce 2012 byl lídrem kandidátky TOP 09 a Starostů pro Vysočinu a tudíž i kandidátem tohoto uskupení na post hejtmana Kraje Vysočina. Byl zvolen krajským zastupitelem, ale vzhledem k zisku 5,05 % hlasů a dvou mandátů pro TOP 09 a Starosty se hejtmanem nestal. Ve volbách v roce 2016 svůj mandát krajského zastupitele obhajoval, a to z pozice člena TOP 09 na kandidátce subjektu „Žijeme Vysočinou – TOP 09 a Zelení“, ale neuspěl.
V komunálních volbách v roce 2014 kandidoval za TOP 09 do Zastupitelstva města Jihlavy, ale neuspěl. Na kandidátce byl původně na 6. místě, vlivem preferenčních hlasů se sice posunul na 3. místo, strana však získala jen dva mandáty (byl tak prvním náhradníkem).